# Eichner Anna
Szakáll Antalné Eichner Anna (1851 körül – Budapest, 1883. február 6.) magyar színésznő.

## Életútja
Eichner Endre leányaként született. Első kísérlete 1867. december 21-én volt a Budai Népszínházban, Rákosi Jenő: V. László király című történeti drámája Gara Mária szerepében. 1868 áprilisában mint végzett színiakadémiai növendék elszerződött Aradra, ahol május 2-án mutatkozott be a Tűz a zárdában című vígjátékban. 1870–72-ben Kolozsvárott volt szerződésben. 1875. június 11-én mint vendég fellépett a Nemzeti Színházban a Jó falusiak című vígjáték Margit szerepében, majd 14-én mint Ágnes a Nők iskolájában. 1876 júliusában férjhez ment Szakáll Antalhoz. Mindketten ez időben Vezéry Ödön társulatának tagjai voltak. 1881-ben betegsége miatt kénytelen volt megválni a színpadtól. Halálát tüdővész és csontszuvasodás okozta. Győry Vilmos helyezte örök nyugalomra 1883. február 7-én délután a Kerepesi úti temetőben az ágostai evangélikus egyház szertartása szerint.